# Arrondissements de la Meuse

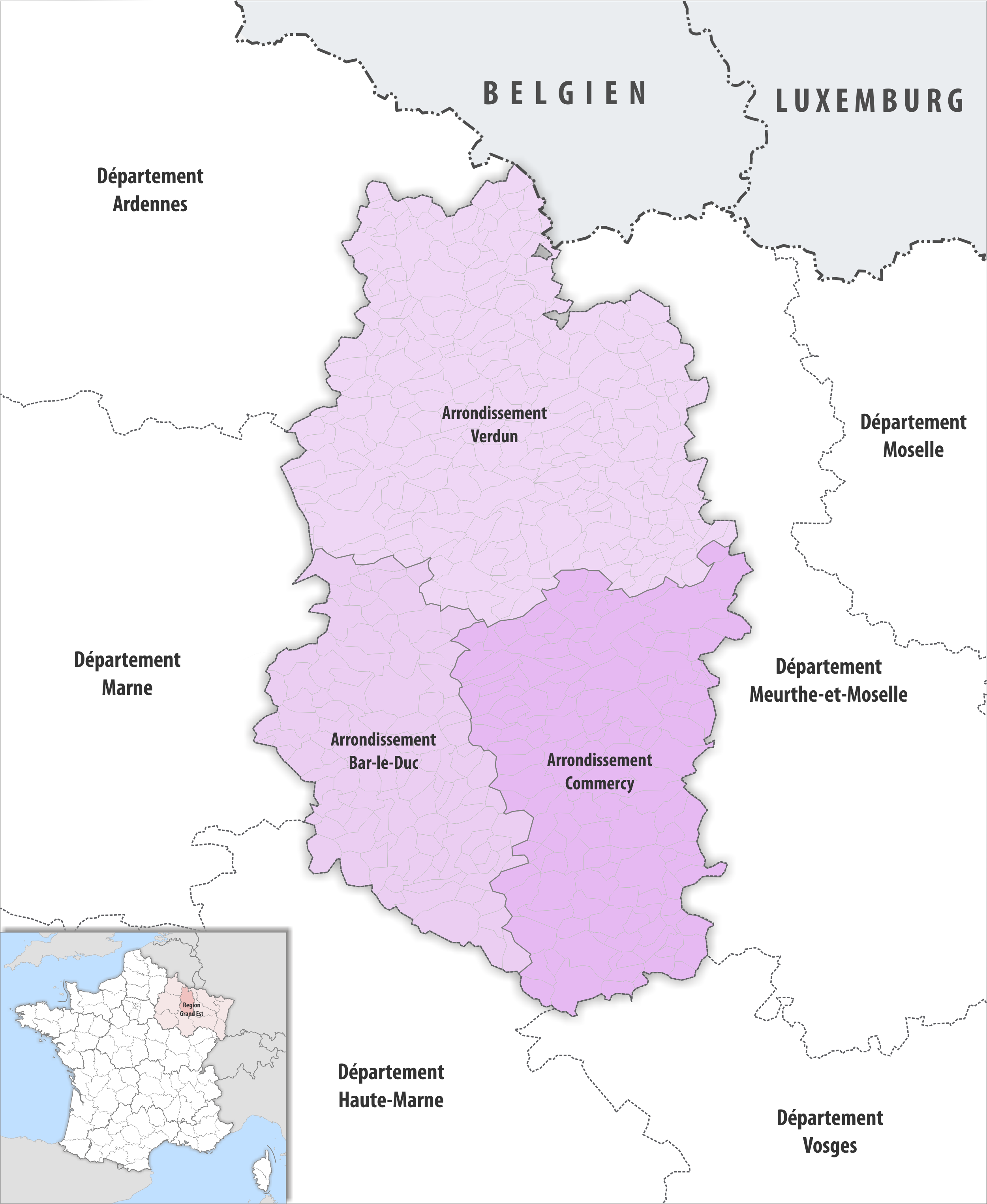
Les arrondissements de la Meuse en 2019.

Le département de la Meuse comprend trois arrondissements.

## Composition
| Nom                          | Code Insee | Superficie (km2) | Population (dernière pop. légale) | Densité (hab./km2) | Modifier             |
| ---------------------------- | ---------- | ---------------- | --------------------------------- | ------------------ | -------------------- |
| Arrondissement de Bar-le-Duc | 551        | 1 450,60         | 56 947 (2022)                     | 39                 | modifier les données |
| Arrondissement de Commercy   | 552        | 1 932,20         | 41 926 (2022)                     | 22                 | modifier les données |
| Arrondissement de Verdun     | 553        | 2 828,60         | 81 872 (2022)                     | 29                 | modifier les données |
| Meuse                        | 55         | 6 211,00         | 180 745 (2022)                    | 29                 | modifier les données |

## Histoire
- 1790 : création du département de la Meuse avec huit districts :  Bar-sur-Ornain, Clermont, Commercy, Étain, Gondrecourt, Saint-Mihiel, Stenay, Verdun
- 1800 : création des arrondissements : Bar-le-Duc, Commercy, Montmédy, Verdun
- 1926 : suppression de l'arrondissement de Montmédy